# Бівер (Юта)
Бівер (англ. Beaver) — місто (англ. city) в США, в окрузі Бівер штату Юта. Населення — 3592 особи (2020).

## Географія
Бівер розташований за координатами 38°16′26″ пн. ш. 112°38′25″ зх. д. / 38.27389° пн. ш. 112.64028° зх. д. (38.273798, -112.640143).  За даними Бюро перепису населення США в 2010 році місто мало площу 16,81 км², уся площа — суходіл.

### Клімат
| Клімат : Бівер                               | Клімат : Бівер | Клімат : Бівер | Клімат : Бівер | Клімат : Бівер | Клімат : Бівер | Клімат : Бівер | Клімат : Бівер | Клімат : Бівер | Клімат : Бівер | Клімат : Бівер | Клімат : Бівер | Клімат : Бівер | Клімат : Бівер |
| Показник                                     | Січ.           | Лют.           | Бер.           | Квіт.          | Трав.          | Черв.          | Лип.           | Серп.          | Вер.           | Жовт.          | Лист.          | Груд.          | Рік            |
| Абсолютний максимум, °C                      | 20,0           | 23,9           | 25,6           | 29,4           | 33,9           | 38,9           | 38,9           | 38,3           | 36,1           | 33,9           | 29,4           | 22,8           | 38,9           |
| Середній максимум, °C                        | 5,3            | 7,3            | 11,0           | 16,2           | 21,6           | 27,2           | 30,8           | 29,5           | 25,4           | 19,1           | 11,5           | 6,3            | 17,6           |
| Середній мінімум, °C                         | −10,3          | −7,6           | −4,7           | −1,4           | 2,4            | 6,2            | 10,4           | 9,8            | 4,8            | −0,7           | −6             | −9,3           | −0,6           |
| Абсолютний мінімум, °C                       | −35            | −36,7          | −22,8          | −16,1          | −10,6          | −6,7           | −1,1           | −1,7           | −10            | −14,4          | −26,7          | −31,7          | −36,7          |
| Норма опадів, мм                             | 20             | 24             | 27             | 27             | 25             | 15             | 29             | 38             | 24             | 22             | 18             | 20             | 289            |
| Днів з опадами                               | 5              | 6              | 7              | 6              | 6              | 3              | 6              | 7              | 4              | 4              | 4              | 4              | 62,0           |
| -------------------------------------------- | -------------- | -------------- | -------------- | -------------- | -------------- | -------------- | -------------- | -------------- | -------------- | -------------- | -------------- | -------------- | -------------- |
| Джерело: The Western Regional Climate Center |                |                |                |                |                |                |                |                |                |                |                |                |                |

## Демографія
Згідно з переписом 2010 року, у місті мешкало 3112 осіб у 1081 домогосподарстві у складі 785 родин. Густота населення становила 185 осіб/км².  Було 1261 помешкання (75/км²).
Расовий склад населення:
| - 88,4 % — білих - 1,7 % — азіатів - 0,9 % — корінних американців - 0,3 % — вихідців з тихоокеанських островів - 0,2 % — чорних або афроамериканців - 7,2 % — осіб інших рас |

До двох чи більше рас належало 1,3 %. Частка іспаномовних становила 12,1 % від усіх жителів.
За віковим діапазоном населення розподілялося таким чином: 34,4 % — особи молодші 18 років, 52,8 % — особи у віці 18—64 років, 12,8 % — особи у віці 65 років та старші. Медіана віку мешканця становила 31,6 року. На 100 осіб жіночої статі у місті припадало 105,5 чоловіків;  на 100 жінок у віці від 18 років та старших — 101,2 чоловіків також старших 18 років.
Середній дохід на одне домашнє господарство  становив 56 431 долар США (медіана — 48 309), а середній дохід на одну сім'ю — 62 620 доларів (медіана — 52 926). Медіана доходів становила 47 450 доларів для чоловіків та 34 196 доларів для жінок. За межею бідності перебувало 11,3 % осіб, у тому числі 12,9 % дітей у віці до 18 років та 9,2 % осіб у віці 65 років та старших.
Цивільне працевлаштоване населення становило 1256 осіб. Основні галузі зайнятості: мистецтво, розваги та відпочинок — 20,9 %, роздрібна торгівля — 17,4 %, освіта, охорона здоров'я та соціальна допомога — 13,5 %, публічна адміністрація — 10,2 %.

## Відомі люди
- Буч Кессіді (1866—1908) — легендарний невловимий бандит
- Бетті Компсон (1897—1974) — американська актриса.